# Palimna fukiena
Palimna fukiena là một loài bọ cánh cứng trong họ Cerambycidae.